# Willi Werner Macke
Willi Werner Macke (né le 14 février 1914 à Cochem et mort le 20 juin 1985 à Coblence) est un juriste allemand, politologue et homme politique (CDU). De 1960 à 1972, il est maire de Coblence.

## Biographie
Après des études de droit et de sciences politiques, Macke est soldat pendant la Seconde Guerre mondiale. Après 1945, il devient syndic de la ville de Mönchengladbach. Après être devenu conseiller de la ville de Bonn en 1947, il joue un rôle déterminant dans son développement en tant que capitale fédérale. En mars 1966, Macke démissionne de la CDU, car il n'est plus d'accord avec sa politique en matière d'écoles confessionnelles. Il est membre de l'association étudiante catholique K.St.V. Arminia Bonn (de).

## Maire de Coblence
Macke est élu à l'unanimité par le conseil municipal au poste de maire de la ville de Coblence le 14 octobre 1960 et reste à ce poste jusqu'au 13 octobre 1972. Durant son mandat, ses principales actions sont la mise en service du pont ferroviaire d'Horchheim (de) (1961), l'ouverture des Archives fédérales à Wöllershof (1961), l'inauguration de la Halle Rhin-Moselle (de) (1962), le début de la construction de la zone résidentielle sur les hauteurs d'Horchheim (1963), la canalisation de la Moselle (de) et la libération du barrage de Coblence (de) (1964), la construction du port rhénan de Coblence (de) (1965), la construction de logements sur l'ancien aérodrome (de) de Karthause (1965), la construction de la piscine de la ville (de) (1966), la construction du nouvel hôpital de l'abbaye (de) (1970), la transformation de la Löhrstraße en zone piétonne (1971) et la démolition de l'hôtel du Rittersturz (de) (1972).
Le 27 juin 1962, Coblence devient la 54e grande ville d'Allemagne en atteignant les 100 000 habitants. Le plus grand défi de son mandat est l'incorporation de Kesselheim et Stolzenfels en 1969 ainsi que d'Arenberg, Immendorf, Arzheim, Güls, Lay, Bubenheim, Rübenach et Kripp (anciennement une partie de Rhens) en 1970. Le nombre d'habitants de Coblence passe ainsi de 106 381 à 124 000 et la superficie de la ville augmente d'environ 3 500 à 10 200 hectares. C'est sous son mandat que les jumelages avec Nevers (1963) et le borough londonien de Haringey (1969) sont fondés.